# Too-ticki
Too-ticki är en litterär figur i Tove Janssons sagovärld Mumindalen. Figuren är ett porträtt av Tove Janssons livskamrat Tuulikki Pietilä.
Too-ticki brukar bo i Muminfamiljens badhus om vintrarna, tillsammans med osynliga näbbmöss. Som person är Too-ticki lugn, sansad och jordnära. Hon visar sig för första gången i boken Trollvinter, ungefär vid den tid då Tove Jansson hade träffat Tuulikki. Samma år förekommer hon i muminserien, i episoden "Mumin och havet".
Too-ticki är en av flera Muminfigurer med förebilder i det verkliga livet – vid sidan av Muminmamman, Snusmumriken (inspirerad av Atos Wirtanen) samt Tofslan och Vifslan. Too-ticki är i princip direkt avritad från verkligheten med sin mössa och randiga tröja.
| ”                          | Allt är mycket osäkert, och det är just det som lugnar mig. | „ |
| – Too-ticki, i Trollvinter |                                                             |   |